# Saint-Nicolas-de-Bliquetuit
Saint-Nicolas-de-Bliquetuit és un municipi francès situat al departament del Sena Marítim i a la regió de Normandia. L'any 2007 tenia 519 habitants.

## Demografia

### Població
El 2007 la població de fet de Saint-Nicolas-de-Bliquetuit era de 519 persones. Hi havia 184 famílies de les quals 28 eren unipersonals (12 homes vivint sols i 16 dones vivint soles), 64 parelles sense fills i 92 parelles amb fills.
La població ha evolucionat segons el següent gràfic:
Habitants censats

### Habitatges
El 2007 hi havia 207 habitatges, 187 eren l'habitatge principal de la família, 16 eren segones residències i 4 estaven desocupats. Tots els 205 habitatges eren cases. Dels 187 habitatges principals, 168 estaven ocupats pels seus propietaris, 15 estaven llogats i ocupats pels llogaters i 4 estaven cedits a títol gratuït; 2 tenien una cambra, 1 en tenia dues, 15 en tenien tres, 55 en tenien quatre i 114 en tenien cinc o més. 150 habitatges disposaven pel capbaix d'una plaça de pàrquing. A 76 habitatges hi havia un automòbil i a 103 n'hi havia dos o més.

### Piràmide de població
La piràmide de població per edats i sexe el 2009 era:
| Homes | Edats   | Dones |
| ----- | ------- | ----- |
| 0     | 95 o +  | 4     |
| 0     | 90 a 94 | 0     |
| 0     | 85 a 89 | 0     |
| 0     | 80 a 84 | 0     |
| 8     | 75 a 79 | 8     |
| 4     | 70 a 74 | 4     |
| 12    | 65 a 69 | 12    |
| 4     | 60 a 64 | 8     |
| 20    | 55 a 59 | 12    |
| 20    | 50 a 54 | 16    |
| 32    | 45 a 49 | 20    |
| 28    | 40 a 44 | 24    |
| 20    | 35 a 39 | 16    |
| 12    | 30 a 34 | 16    |
| 12    | 25 a 29 | 8     |
| 8     | 20 a 24 | 8     |
| 32    | 15 a 19 | 12    |
| 12    | 10 a 14 | 16    |
| 16    | 5 a 9   | 20    |
| 4     | 0 a 4   | 24    |

## Economia
El 2007 la població en edat de treballar era de 366 persones, 252 eren actives i 114 eren inactives. De les 252 persones actives 236 estaven ocupades (133 homes i 103 dones) i 16 estaven aturades (9 homes i 7 dones). De les 114 persones inactives 40 estaven jubilades, 28 estaven estudiant i 46 estaven classificades com a «altres inactius».

### Ingressos
El 2009 a Saint-Nicolas-de-Bliquetuit hi havia 195 unitats fiscals que integraven 541 persones, la mediana anual d'ingressos fiscals per persona era de 18.865 €.

### Activitats econòmiques
Dels 11 establiments que hi havia el 2007, 1 era d'una empresa de fabricació d'elements pel transport, 3 d'empreses de construcció, 2 d'empreses de comerç i reparació d'automòbils, 1 d'una empresa d'hostatgeria i restauració, 1 d'una empresa d'informació i comunicació, 1 d'una entitat de l'administració pública i 2 d'empreses classificades com a «altres activitats de serveis».
Dels 5 establiments de servei als particulars que hi havia el 2009, 3 eren electricistes, 1 perruqueria i 1 restaurant.
L'any 2000 a Saint-Nicolas-de-Bliquetuit hi havia 11 explotacions agrícoles que ocupaven un total de 204 hectàrees.

## Equipaments sanitaris i escolars
El 2009 hi havia una escola elemental integrada dins d'un grup escolar amb les comunes properes formant una escola dispersa.

## Poblacions més properes
El següent diagrama mostra les poblacions més properes.